# Helicophyllum
Helicophyllum là một chi rêu trong họ Helicophyllaceae.